# Административный прецедент
Администрати́вный прецеде́нт — решение органа исполнительной власти по конкретному делу, обоснование которого становится правилом и применяется при решении аналогичных дел в последующем. Административные прецеденты характерны для стран с общим правом (Великобритания, США, Канада, Австралия) и обычно не свойственны для стран континентального права, где административный прецедент, как и судебный, не является официально признанным источником права и доказать применение его на практике очень сложно.